# Polytaenium elongatum
Polytaenium elongatum là một loài dương xỉ trong họ Pteridaceae. Loài này được Cav. Pic.Serm. mô tả khoa học đầu tiên năm 1973.